# Futhark recent
El futhark recent, també conegut com a runes escandinaves, és un alfabet rúnic. És una forma reduïda del futhark antic, que tenia 24 caràcters, mentre que el recent consta només de 16 runes. Aquesta reducció de lletres, que va començar a usar-se a partir de l'any 800 aproximadament, es va produir paradoxalment al mateix temps que augmentava el nombre de fonemes del llenguatge parlat, quan el protonòrdic va evolucionar al nòrdic antic.
D'aquesta forma l'escriptura presentava manques de representació del llenguatge oral. Hi havia parells mínims que sonaven diferent però s'escrivien de la mateixa forma. Tampoc es plasmaven en l'escriptura les distincions entre vocals llargues i vocals curtes. A més els costums en l'escriptura procuraven evitar posar la mateixa runa dues vegades consecutives, l'única raó per la qual es posava la mateixa runa dues vegades seguides era quan els sons representats per aquesta runa eren diferents, com per exemple en la inscripció kunuur per al nom Gunvor.

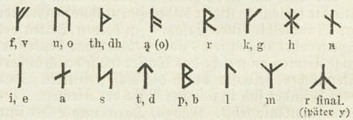
Futhark recent o escandinau.

## Història

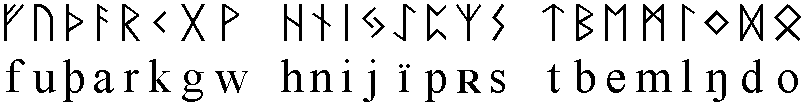
Futhark antic amb els seus 24 runas i la transcripció.

L'ús del futhark recent apareix a Escandinàvia durant els assentaments en l'exterior de l'època vikinga, probablement a partir del segle ix. Mentre que durant el període de les migracions el futhark antic havia estat pràcticament un "secret" conegut només per una elit lletrada, del qual només han sobreviscut unes 350 inscripcions, l'alfabetització de la població en futhark recent es va generalitzar a tota Escandinàvia, com testifica el gran nombre de pedres rúniques, unes 6.000, i altres inscripcions, algunes fins a amb textos de contingut trivial.
Hi ha una fase de transició que va de l'any 650 al 800 aproximadament, en el qual apareix una mescla de l'ús de les lletres del futhark antic i recent, per exemple en les pedres rúniques de Björketorp i Stentoften (al voltant del 650), la pedra de Snoldelev i la pedra de Rök (al voltant del 800).

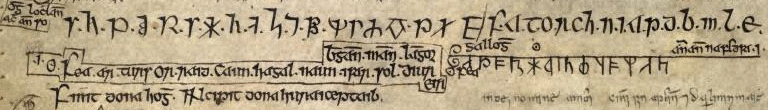
Llibre de Ballymote (1390) amb la descripció del futhark recent

El futhark recent va començar a ser conegut a Europa com l'"alfabet dels nòrdics", i va ser estudiat per a ser usat en els intercanvis comercials i els contactes diplomàtics. Apareixen referències a ell com l' abecedarium nordmannicum en el Codex Sangallensis 878 de la ciutat franca de Fulda (possiblement de Walahfrid Strabo) i com ogam lochlannach "ogham dels escandinaus" en el Llibre de Ballymote.
El futhark recent es va dividir en dos estils de runes: les de branca llarga (daneses) i les de branca curta (sueco-noruegues), encara que tots dos es van usar a tota Escandinàvia. La diferència entre totes dues versions ha estat objecte de controvèrsia. L'opinió més generalitzada és que la diferència era funcional. Mentre que les runas de branca llarga serien usades en textos solemnes sobre pedra, les runas de branca curta serien usades per a l'escriptura privada quotidiana i per als missatges oficials sobre fusta. Posteriorment es van desenvolupar altres versions encara més simplificades com les runes de Helsingia o runes sense pal (segles X-XIII), i les runes islandeses (segles XI-XIV)
Amb el temps es van desenvolupar diversos alfabets rúnics derivats del futhark recent com les runes medievals (aprox. 1100–1500) i les llatinitzades runes dalecarlianes (aprox. 1500–1910).

## Les runes
En els poemes rúnics noruecs i islandesos apareixen els noms i símbols de les 16 runas del futhark recent:

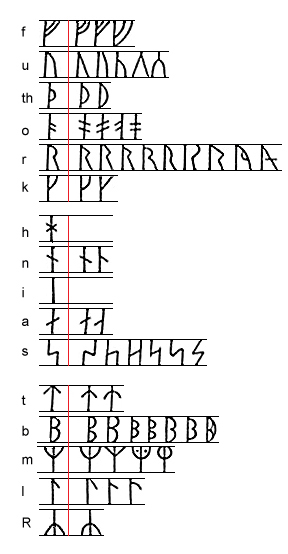
Variacions caligràfiques de cada runa.

| Runa | Nom nòrdic antic | Transliteració | So AFI                      | CCS  | Significat       |
| ---- | ---------------- | -------------- | --------------------------- | ---- | ---------------- |
|      | Fe               | f, v           | /f/, /v/                    | /ᚠ/  | Riquesa          |
|      | Ur               | u, ,y, o, v/w  | /u(ː)/, /y(ː)/, /ɔ(ː)/, /w/ | /ᚢ/  | Ferro/pluja      |
|      | Thurs            | þ, ð           | /θ/, /ð/                    | /ᚦ/  | Gegant Jotun     |
|      | Oss              | ą, o           | /ɑ̃/, /o(ː)/                 | /ᚬ/  | As (deu)         |
|      | Reidh            | r              | /r/                         | /ᚱ/  | Cabalcar/viatjar |
|      | Kaun             | k, g           | /k/, /g/                    | /ᚴ/  | Úlcera/malaltia  |
|      | Hagall           | h              | /h/                         | /ᚼ/  | Calamarça        |
|      | Naudhr/naud      | n              | /n/                         | /ᚾ/  | Necessitat       |
|      | Is/iss           | i              | /i(ː)/                      | /ᛁ/  | Gel              |
|      | Ár               | a              | /a(ː)/                      | /ᛅ/  | Abundància       |
|      | Sol              | s              | /s/                         | /ᛋ/  | Sol              |
|      | Tyr              | t,d            | /t/, /d/                    | /ᛏ/  | Déu de la guerra |
|      | Bjarkan          | p, b           | /p/, /b/                    | /ᛒ/  | Bedoll           |
|      | Madhr/madr       | m              | /m/                         | /ᛘ / | Homre            |
|      | Logr/lögr        | l              | /l/                         | /ᛚ/  | Llac/aigua       |
|      | Yr               | ʀ              | /ɹ/, /r/                    | /ᛦ/  | Teix             |

## Variants

### Runes de braca llarga

Comparació de les runes de branca llarga (a dalt) i branca curta (a baix).

Les runes daneses o de branca llarga són la versió del futhark recent en la qual les runes supervivents han canviat menys de forma respecte al futhark antic:
|  |  |  |  |  |  |  |  |  |  |  |  |  |  |  |  |  |  |  |  |

| ᚠ | ᚢ | ᚦ | ᚬ | ᚱ | ᚴ | ᚼ | ᚾ | ᛁ | ᛅ | ᛋ | ᛏ | ᛒ | ᛘ | ᛚ | ᛦ |
| f | u | þ | ą | r | k | h | n | i | a | s | t | b | m | l | ʀ |

### Runes de branca curta

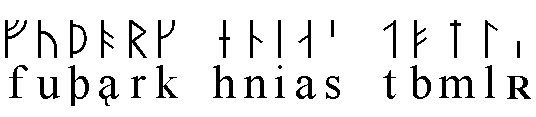
Runes de branca curta.

També es denominen runes de Rök o runas sueco-noruegues. En aquesta versió nou de les runas apareixen simplificades mentre que les altres 7 tenen la mateixa forma que les de branca llarga. Els seus signes són:
| ᚠ | ᚢ | ᚦ | ᚭ | ᚱ | ᚴ | ᚽ | ᚿ | ᛁ | ᛆ | ᛌ | ᛐ | ᛓ | ᛙ | ᛚ | ᛧ |
| f | u | þ | ą | r | k | h | n | i | a | s | t | b | m | l | ʀ |

### Runes de Helsingia

Runes sense pal.

Les runes de Helsingia, o runes sense pal, deuen el seu nom a la regió de Hälsingland e Suècia, on van ser trobades per primera vegada, encara que inscripcions del mateix tipus s'han trobat posteriorment en altres parts de Suècia. Es van usar entre els segles x i xii.
Fonamentalment són una simplificació de les runas sueco-noruegues en les quals s'han eliminat el més possible els traços verticals, al que deu la denominació de "sense pal", i a més part dels traços horitzontals i transversals se substitueixen per punts. En aquesta variant només han aparegut en les inscripcions 15 de les 16 runas del furthark recent, faltant el corresponent a ã. Però com totes aquestes runas tenen una simètrica, s'ha postulat que tingui la forma simètrica especular de la corresponent a la runa b, és a dir un tracte transversal inclinat a l'esquerra situat just sobre la línia base.
Aquestes runas no tenen assignats signes Unicode (almenys fins a Unicode 4.0).

### Runes islandeses

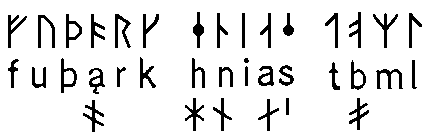
Runes islandeses.
Es mostren en la fila inferior les runas que van ser modificades per a poder comparar-les.

Les runes islandeses són una altra simplificació de futhark recent usada a Islàndia del segle xi al segle xiv. En aquesta versió s'escurcen alguns traços transversals o se substitueixen per punts, però la transformació no és tan radical com en les runes de Helsingia, modificant-se menys de la meitat de les runes. Aquest alfabet a diferència dels anteriors només té 15 runes, perquè l'última runa, yr, va desaparèixer en convertir-se en supèrflua pel fet que el so que representava, /ɻ/, s'havia convertit en una erra veritable en el dialecte islandès del nòrdic antic de l'època.

## Alfabets posteriors
El futhark recent va derivar per a donar origen a altres alfabets rúnics amb més runes. El futhark recent s'havia difós en l'edat mitjana per tot Escandinàvia, però el seu reduït número de runes no disposava de símbols escrits per a cada fonema del nòrdic antic pel que se li van afegir runes per a cobrir aquestes manques.

### Runes medievals

Exemple de runes medievals.

En l'edat mitjana per a cobrir les deficiències de representació es van introduir variants puntuades dels caràcters que representaven consonants sordes per a crear les seves homòlogues sonores, i viceversa, i es van afegir diverses runas per a cobrir tots els sons vocàlics. No es va seguir un patró únic i les inscripcions rúniques escandinaves de l'edat mitjana mostren moltes variants dels tipus de runas, i sovint les equivalents a les lletres s, c i z s'usen de forma intercanviable.
Les runes medievals van estar en ús fins al segle xv. La majoria de les inscripcions rúniques escandinaves conservades daten de l'edat mitjana, encara que hi ha també algunes inscripcions en llatí. El que indica que les runes van ser d'ús corrent en l'edat mitjana i van conviure amb l'alfabet llatí durant diversos segles.

### Runes dalecarlianes

Runes dalecarlianes.

L'aïllament de la província sueca de Dalecarlia va fer que es desenvolupés allí un tipus rúnic propi, mescla de runas i lletres llatines. Les runas dalecarlianas van començar a usar-se al principi del segle xvi i es van continuar usant fins al segle xx, principalment per a la transcripció de l'idioma local, l'elfdalià. S'ha polemitzat sobre si el seu ús va ser una tradició ininterrompuda o si la gent del segle xix i XX van reintroduir el seu ús aprenent les runes de tractats sobre el tema.